# Daieishō Hayato
Daieishō Hayato (大栄翔 勇人, né Hayato Takanishi (高西 勇人, Takanishi Hayato) le 10 novembre 1993) est un lutteur de sumo professionnel. Sa carrière débute en 2012 à 18 ans et il atteint la première division, makuuchi, en septembre 2015. Son plus haut rang atteint en carrière est sekiwake. Il a remporté quatre étoiles dorées en battant un yokozuna, quatre prix pour performance exceptionnelle et un prix technique. Il appartient à l'écurie Oitekaze. En janvier 2021 il devient le premier lutteur de la préfecture de Saitama à remporter un tournoi en makuuchi.

## Jeunesse
Il commence le sumo lors de sa première année à l'école primaire. Au collège, il est membre d'un club situé à Iruma, où il développe son attaque de poussée. Issu d'une famille monoparentale, sa motivation principale était de pouvoir soutenir sa mère en devenant professionnel. Il fréquente ensuite Saitama Sakae High School (ja), une école célèbre pour son club de sumo, et obtient une place dans l'équipe première du club vers la fin de sa deuxième année. Au cours de sa dernière année, il contribue à la deuxième place de son école dans la compétition par équipe aux championnats nationaux. Après avoir obtenu son diplôme, il rejoint l'écurie Oitekaze pour poursuivre une carrière de sumo professionnel.

## Carrière
Il adopte le shikona Daishoei pour son premier tournoi. Il remporte la division jonokuchi avec un résultat de 7-0 en mars 2012 et un résultat de 6-1 au tournoi suivant en jonidan en mai lui offre une promotion en sandanme, où il enregistre quatre victoires en juillet. Il modifie légèrement son nom de ring pour Daieishō après ce tournoi. Il est promu makushita à la suite de bilans positifs lors des deux tournois suivants mais se trouve ensuite relégué en sandanme. Un tournoi victorieux avec un parfait 7-0 en mai 2013 assure son retour en makushita. Après trois kachi-koshi, Daieishō est promu en deuxième division (jūryō) pour le tournoi de juillet 2014. Il est le quatorzième ancien élève de l'entraîneur Michinori Yamada de Saitama Sakae à atteindre ce rang. Grâce à un niveau de performance constant en jūryō pendant un an et un résultat de 9-6 en juillet 2015, il est promu dans la première division (makuuchi).

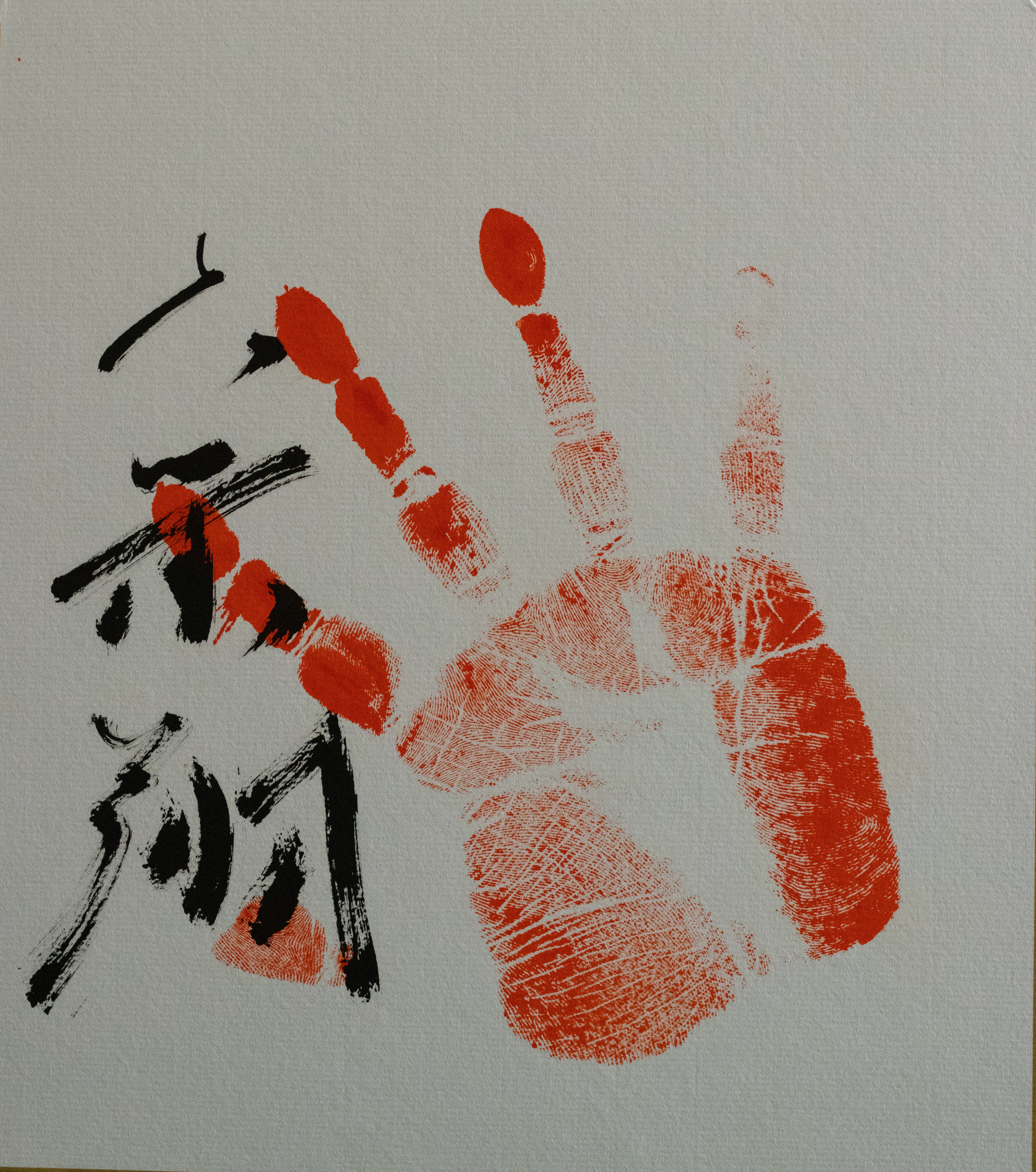
Tegata (empreinte de la main et signature) originale de Daieishō

Il fait ses débuts en tant que benjamin du tournoi de septembre 2015 à 21 ans. A l'issue d'un make-koshi lors de ce tournoi et du suivant, il est rétrogradé au rang de jūryō. Il remonte en makuuchi pour le tournoi de mars 2016, redescend en novembre et remonte en mars 2017. Il assure alors sa place au rang de maegashira pendant presque trois ans.
Après avoir remporté un kinboshi contre Hakuhō en novembre 2019, il reçoit le prix de la performance exceptionnelle et fait ses débuts au rang de komusubi en janvier 2020, échouant de peu à obtenir une majorité des victoires, terminant à 7–8. Il est promu sekiwake pour le tournoi de septembre 2020, premier lutteur de la préfecture de Saitama à atteindre ce rang depuis Wakachichibu en juillet 1963, mais retourne dans les rangs maegashira après avoir enregistré seulement cinq victoires dans ce tournoi.
Daieishō remporte sa première Coupe de l'Empereur avec un résultat de 13-2 au rang de maegashira 1 lors du tournoi de janvier 2021, au cours duquel il bat tous les lutteurs san'yaku classés au-dessus de lui au cours de la première semaine. Il est le premier maegashira à réussir cet exploit depuis le début des tournois de 15 jours en 1949. Il reçoit à la fois le prix de la performance exceptionnelle et le prix de la technique pour ses efforts. Lors du tournoi de mars 2021, il est de nouveau san'yaku au rang de komusubi et déclare son désir de réussir à obtenir une promotion en tant qu'ōzeki. Il perd son rang à l'issue du tournoi de mai. En septembre 2021, il remporte son troisième kinboshi en carrière en infligeant à Terunofuji sa première défaite en tant que yokozuna le neuvième jour. Il reprend son rang de komusubi en janvier 2022 pour un seul tournoi. Il bat de nouveau Terunofuji lors de la deuxième journée du tournoi de mars 2022 pour son quatrième kinboshi.

## Style de combat
Daieishō est un spécialiste du tsuki et de l'oshi, ce qui signifie qu'il s'appuie sur des techniques de poussée pour vaincre ses adversaires plutôt que sur celles de lutte à la ceinture. L'oshidashi représente 45% de ses victoires. Bien qu'il ait également utilisé des techniques de saisie de ceinture au cours de sa carrière au lycée, il s'est concentré sur la poussée depuis qu'il est devenu professionnel. Il a déclaré dans une interview, lors de l'annonce de sa promotion en jūryō en mai 2014, qu'il voulait pousser comme l'ancien ōzeki Chiyotaikai.

## Voir également
- Glossaire des termes de sumo